# Джордж Альберт Сміт
Джордж Альберт Сміт (англ. George Albert Smith; 4 січня 1864, Лондон, Англія — 17 березня 1959, Брайтон, Англія) — англійський кінорежисер, одна із значних фігур вікторіанського кіно.

## Біографія
Джордж Сміт народився 4 січня 1864 року в Східному Лондоні, в сім'ї Білла Чарльза Сміта і його дружини Маргарет Еліс Девідсон. Після смерті батька сім'я переїхала в Брайтон, де його мати управляла пансіонатом. На початку 1880-х Сміт почав виступати в невеликих залах Брайтона як гіпнотизер. З 1882 року Сміт з партнером Дугласом Блекберном придумав новий номер з пошуком захованих глядачами предметів за допомогою «телепатії». Представники Товариства психічних досліджень (SPR) вважали, що Сміт і Блекберн володіли даром «читання думок». Сміт стверджував, що так воно і було, і навіть в опублікував статтю «Експерименти з передачі думок» в журналі Товариства. Пізніше Блекберн зізнався, що це був обман. Проте, Сміт брав участь в діяльності Товариства, ставши особистим секретарем його почесного секретаря Едмунда Герні. Він займав цей пост з 1883 по 1888 роки. В березні 1896 року Сміт побачив фільми братів Люм'єр на Лестер-сквер. На початку 1897 року він придбав свою першу камеру. Сміт був знайомий з Жоржем Мельєсом і листувався з ним .
Він розбирався в способах нарізки кадрів, удосконалених за допомогою двохлінзових і трьохлінзових ліхтарів, і привніс це знання в кіновиробництво. Сміт зробив студійний знімок вагона поїзда для фільму «Поцілунок в тунелі» (1899), але коли він додав кадри в статичний фільм, то створив сюжет, який продемонстрував нове відчуття безперервності і одночасності.
За професією фотограф-портретист, деякий час працював разом з Джеймсом Вільямсоном і Коллінсом в фотографічному клубі «Хов камера клав». У 1892 році Сміт придбав в оренду сад Святої Анни в Хові і перетворив його на популярне місце відпочинку городян: там були тенісний корт, «папороті, квіти, виноград і огірки в теплицях», мавпячий будинок, виставка ліхтарів тощо. Парк також стане місцем для його кінофабрики. На території парку стояла стара насосна станція, яку Сміт в 1897 році перетворив в студію для проявки і друку, а потім, ймовірно, в 1899 році, побудував кіностудію, яку спочатку називав «оранжереєю» .
У 1896 році він почав знімати фільми на території свого маєтку в Брайтоні. У 1899 Сміт зняв першу в історії екранізацію казки про лампу Аладдіна.
Брайтонський інженер Альфред Дарлінг (англ. Alfred Darling) надав Сміту велику допомогу як виробник фото і кіноапаратів. У багатьох фільмах грала його дружина Лаура Юджинія Бейлі і місцевий комік Том Грін. Наприкінці 1890-х Сміт перетворився на успішного комерційного кіновиробника. У компанії працювали режисер Чарльз Гудвін Нортон і оператор британської кіновиробничої компанії Warwick Trading Company Джон Бенетт-Стенфорд. Завдяки цьому партнерству Сміт став частиною компанії і налагодив тривалі відносини з директором Чарльзом Урбаном, за контрактом він був зобов'язаний протягом двох років продавати свою продукцію тільки йому. На аванс, отриманий від Урбана, він побуував студію «Сент-Енн велл гарден». До 1902 року Сміт став менеджером «Брайтонської студії і кіностудії». Розповсюдженням фільмів GAS Films спочатку займалася компанія Warwick, а потім в 1903 році він був переданий новій компанії — Charles Urban Trading Company. Фільми Сміта викликали міжнародний інтерес. До 1900 року компанія Vitagraph з Нью-Йорка придбала двадцять дев'ять плівок Сміта. Його успіху в галузі кіно сприяв процес додавання двох кольорів, відомий як Kinemacolor. Urban Trading Company профінансував нову розробку Сміта і продюсувала два фільми — «Сон Дороті» і «Пригоди Мері Джейн» в 1903 році. У 1905 році Сміт припинив випуск фільмів і зайнявся технічними експериментами в галузі кольорового кіно. У 1906 році отримав патент на систему кольору «Кінемаколор», яку використовували в англійській продукції до 1914 року.
Або в 1904, або в 1905 році він відмовився від оренди парку Святої Анни і купив новий будинок в Сассексі. Перша демонстрація Kinemacolor відбулася 1 травня 1908, а перша публічна демонстрація пішла в початку 1909 року. Спеціальні презентації цієї нової колірної системи також пройшли в Парижі і Нью-Йорку. За цю роботу Сміт був нагороджений Срібною медаллю Королівського товариства мистецтв . Kinemacolor перетворив процес кіновиробництва в нове підприємство — компанію Natural Color Kinemacolor. У період з 1910 по 1913 року фірма мала успіх, випустивши більше 100 короткометражних фільмів в студіях в Хові і Ніцці. Патентний позов проти Kinemacolor Вільяма Фрізе-Гріна в 1914 році привів до краху компанії і кінця діяльності Сміта в кінобізнесі .
Наприкінці 1940-х про Сміта згадало кіноспівтовариство. Британський кінематографіст, архіваріус і письменник Ернест Ліндгрен, історик кіно Рейчел Лоу і Жорж Садуль брали у нього інтерв'ю, Майкл Белкон називав його «батьком британської кіноіндустрії». У 1955 році Сміт став членом Британської кіноакадемії .
Джордж Сміт помер у Брайтоні 17 травня 1959 року.

## Часткова фільмографія
- Замок з привидами / The Haunted Castle(1897)
- Літній чоловік випиває стаканчик пива / Old Man Drinking a Glass of Beer (1897)
- Рентгенівські промені / The X-Rays (1897)
- Мельник і сажотрус / The Miller and the Sweep (1898)
- Фотографія примари / (Photographing a Ghost 1898)
- Санта-Клаус / Santa Claus (1898)
- Корсиканські брати / The Corsican Brothers (1898)
- Поцілунок в тунелі / The Kiss in the Tunnel (1899)
- Що видно в телескопі / As Seen Through a Telescope (1900)
- Бабусина лупа / Grandma's Reading Glass (1900)
- Бабуся нанизує голку / Grandma Threading her Needle (1900)
- Павуки на павутинні / Spiders on a Web (1900)
- Валентинка для старої діви / The Old Maid's Valentine (1900)
- Будинок, який побудував Джек / The House That Jack Built (1900)
- Дозволь мені знову помріяти / Let Me Dream Again (1900)
- Невичерпна кабіна / The Inexhaustible Cab (1901)
- Смерть бідного Джо / The Death of Poor Joe (1901)
- Пригоди Мері Джейн / Mary Jane's Mishap (1903)
- Хворе кошеня / The Sick Kitten (1903)
- Тартани з шотландських кланів / Tartans of Scottish Clans (1906)
- Візит на узбережжя / A Visit to the Seaside (1908)